# Karijärvi (sjö, lat 61,15, long 26,42)
Karijärvi är en sjö i Finland. Den ligger i kommunerna Kouvola och Heinola i landskapen Kymmenedalen och Päijänne-Tavastland, i den södra delen av landet, 130 km nordost om huvudstaden Helsingfors. Karijärvi ligger 77,3 meter över havet. Den är 33 meter djup. Arean är 20,56 kvadratkilometer och strandlinjen är 71,79 kilometer lång. Sjön  ingår i Kymmene älvs huvudavrinningsområde.   I omgivningarna runt Karijärvi växer i huvudsak blandskog. Den sträcker sig 7,7 kilometer i nord-sydlig riktning, och 9,8 kilometer i öst-västlig riktning.
I övrigt finns följande i Karijärvi:
- Kuusinensaari (en ö)
- Matinsaari (en ö)
- Kivisaaret (en ö)
- Lammassaari (en ö)
- Saukonsaari (en ö)
- Peltosaari (en ö)
- Riikansaari (en ö)
- Matkussaari (en ö)
- Hirvisaari (en ö)
- Koivusaari (en ö)
- Herransaari (en ö)
- Kapasaaret (en ö)

I övrigt finns följande vid Karijärvi:
- Salajärvi (en sjö)